# クリスチアン・ホレボー
クリスチアン・ペデルセン・ホレボー（Christian Pedersen Horrebow、1718年4月15日 - 1776年）は、デンマークの天文学者。父親はコペンハーゲン大学天文台長を務めたペーダー・ニールセン・ホレボーである。父親の後を継いで、コペンハーゲン大学の天文台の所長を務めた。1761年から1769年の間、太陽黒点の観測を続け、太陽の黒点の発生の周期性を最初に見つけたとされるが、それらのデータは失われた。金星の幻の衛星 「ネイト」 を観測したと報告した天文学者の1人である。